# Aeroportul Griffith
Aeroportul Griffith (IATA: GFF, ICAO: YGTH) este un aeroport din City of Griffith⁠(d), Noul Wales de Sud, Australia ce deservește zona Griffith⁠(d). Aeroportul a fost tranzitat în 2022 de 67.664 de pasageri. A fost numit după zona deservită.
Situat la o altitudine de 131 m, aeroportul dispune de o singură pistă.